# Vòng loại bóng đá nữ Thế vận hội Mùa hè 2012 khu vực Bắc, Trung Mỹ và Caribe
Vòng loại bóng đá nữ Thế vận hội Mùa hè 2012 khu vực Bắc, Trung Mỹ và Caribe là giải đấu bóng đá nhằm chọn ra hai đội đại diện cho khu vực Bắc, Trung Mỹ và Caribe thi đấu tại giải bóng đá nữ của Thế vận hội Mùa hè 2012. Giải đấu diễn ra tại sân BC Place ở Vancouver, British Columbia, Canada, từ ngày 19 tới 29 tháng 1 năm 2012.

## Vòng loại
Mười ba đội tuyển, tám từ khu vực Caribe và năm từ khu vực Trung Mỹ, thi đấu để chọn ra 5 đội thi đấu với Canada, México và Hoa Kỳ ở vòng chung kết.

### Caribe
Vào ngày 17/5/2011 CONCACAF thông báo các bảng đấu khu vực Caribe. Các đội chiến thắng mỗi bảng và đội nhì bảng xuất sắc nhất tiến vào vòng chung kết.

#### Bảng A
Diễn ra từ 29/6–3/7/2011 ở Aruba. Múi giờ địa phương là UTC−4.
| XH | Đội      | Tr | T | H | T | BT | BB | HS  | Đ | Lên hay xuống hạng     |
| -- | -------- | -- | - | - | - | -- | -- | --- | - | ---------------------- |
| 1  | Haiti    | 3  | 2 | 1 | 0 | 13 | 1  | +12 | 7 | Lọt vào vòng chung kết |
| 2  | Cuba     | 3  | 2 | 1 | 0 | 10 | 1  | +9  | 7 | Lọt vào vòng chung kết |
| 3  | Suriname | 3  | 1 | 0 | 2 | 3  | 7  | −4  | 3 |                        |
| 4  | Aruba    | 3  | 0 | 0 | 3 | 0  | 17 | −17 | 0 |                        |

| Suriname | 0 – 4    | Haiti                                      |
| -------- | -------- | ------------------------------------------ |
|          | Chi tiết | Valentin 46', 85' · Merone 57' · Dolce 90' |

| Aruba | 0 – 6    | Cuba                                                     |
| ----- | -------- | -------------------------------------------------------- |
|       | Chi tiết | Martinez 38', 56', 63', 74' · Rodríguez 55' · Torres 85' |

| Haiti      | 1 – 1    | Cuba         |
| ---------- | -------- | ------------ |
| Joseph 35' | Chi tiết | Martinez 60' |

| Aruba | 0 – 3    | Suriname                            |
| ----- | -------- | ----------------------------------- |
|       | Chi tiết | Smit 15' · Taweroe 45' · Saling 60' |

| Cuba                                      | 3 – 0    | Suriname |
| ----------------------------------------- | -------- | -------- |
| Rodríguez 18' · Torres 72' · González 90' | Chi tiết |          |

| Aruba | 0 – 8    | Haiti                                                                 |
| ----- | -------- | --------------------------------------------------------------------- |
|       | Chi tiết | Joseph 5', 69' · Borgella 17', 35', 76' · Dolce 32', 73' · Merone 49' |

#### Bảng B
Diễn ra từ 5 tới 9/7/2011 ở Cộng hòa Dominica.
| XH | Đội                | Tr | T | H | T | BT | BB | HS  | Đ | Lên hay xuống hạng     |
| -- | ------------------ | -- | - | - | - | -- | -- | --- | - | ---------------------- |
| 1  | Cộng hòa Dominica  | 3  | 3 | 0 | 0 | 5  | 0  | +5  | 9 | Lọt vào vòng chung kết |
| 2  | Trinidad và Tobago | 3  | 2 | 0 | 1 | 19 | 3  | +16 | 6 |                        |
| 3  | Bermuda            | 3  | 1 | 0 | 2 | 6  | 6  | 0   | 3 |                        |
| 4  | Dominica           | 3  | 0 | 0 | 3 | 1  | 22 | −21 | 0 |                        |

| Trinidad và Tobago                                                   | 5 – 1    | Bermuda  |
| -------------------------------------------------------------------- | -------- | -------- |
| Cordner 8' · Debesette 12' · Edwards 56' · Francois 58' · Forbes 67' | Chi tiết | Wade 30' |

| Cộng hòa Dominica                    | 3 – 0    | Dominica |
| ------------------------------------ | -------- | -------- |
| Santelis 25' · Nunez 44' · Frias 70' | Chi tiết |          |

| Dominica   | 1 – 14   | Trinidad và Tobago                                                                                |
| ---------- | -------- | ------------------------------------------------------------------------------------------------- |
| Esprit 62' | Chi tiết | Cordner 2', 32', 41', 54', 61', 64', 71', 73', 78' · Forbes 12', 76', 85' · Mcgee 22' · Lewis 39' |

| Cộng hòa Dominica | 1 – 0    | Bermuda |
| ----------------- | -------- | ------- |
| Ubri 54'          | Chi tiết |         |

| Bermuda                                             | 5 – 0    | Dominica |
| --------------------------------------------------- | -------- | -------- |
| Bell 17', 85' · Wade 30' · Brangman 59' · Allen 81' | Chi tiết |          |

| Cộng hòa Dominica | 1 – 0    | Trinidad và Tobago |
| ----------------- | -------- | ------------------ |
| Ubri Mateo 51'    | Chi tiết |                    |

#### Các đội xếp thứ hai
| XH | Đội                | Tr | T | H | T | BT | BB | HS  | Đ | Lên hay xuống hạng |
| -- | ------------------ | -- | - | - | - | -- | -- | --- | - | ------------------ |
| 2  | Cuba               | 3  | 2 | 1 | 0 | 10 | 1  | +9  | 7 | Đi tiếp            |
| 2  | Trinidad và Tobago | 3  | 2 | 0 | 1 | 19 | 3  | +16 | 6 |                    |

### Trung Mỹ
Hai suất của Trung Mỹ được quyết định bằng vòng bảng gồm năm đội. Hai đội đứng đầu sẽ lọt vào vòng chung kết. Các trận diễn ra tại Guatemala từ 30/9 tới 8/10/2011.
| XH | Đội         | Tr | T | H | T | BT | BB | HS  | Đ  | Lên hay xuống hạng     |
| -- | ----------- | -- | - | - | - | -- | -- | --- | -- | ---------------------- |
| 1  | Costa Rica  | 4  | 4 | 0 | 0 | 20 | 4  | +16 | 12 | Lọt vào vòng chung kết |
| 2  | Guatemala   | 4  | 3 | 0 | 1 | 11 | 7  | +4  | 9  | Lọt vào vòng chung kết |
| 3  | El Salvador | 4  | 2 | 0 | 2 | 12 | 10 | +2  | 6  |                        |
| 4  | Honduras    | 4  | 1 | 0 | 3 | 3  | 13 | −10 | 3  |                        |
| 5  | Nicaragua   | 4  | 0 | 0 | 4 | 1  | 13 | −12 | 0  |                        |

| Costa Rica                                               | 5 – 0    | Nicaragua |
| -------------------------------------------------------- | -------- | --------- |
| Vanogas 20', 35' · Campos 45' · Rodrigues 80' · Cruz 90' | Chi tiết |           |

| Guatemala                              | 3 – 1    | Honduras    |
| -------------------------------------- | -------- | ----------- |
| Monterroso 7' · Pineda 71' · Perez 88' | Chi tiết | Umanzur 59' |

| El Salvador              | 2 – 6    | Costa Rica                                                 |
| ------------------------ | -------- | ---------------------------------------------------------- |
| Queles 13' · Herrera 19' | Chi tiết | Cedeno 22', 23' · Cruz 36' · Alvardo 50', 74' · Acosta 90' |

| Guatemala                                   | 4 – 0    | Nicaragua |
| ------------------------------------------- | -------- | --------- |
| Perez 6', 73' · Pineda 19' · Monterroso 78' | Chi tiết |           |

| Nicaragua    | 1 – 3    | El Salvador                    |
| ------------ | -------- | ------------------------------ |
| Quintana 10' | Chi tiết | Gonzalez 37', 55' · Queles 41' |

| Costa Rica                             | 4 – 0    | Honduras |
| -------------------------------------- | -------- | -------- |
| Cruz 4', 17' · Acosta 26' · Cedeno 49' | Chi tiết |          |

| Honduras   | 1 – 6    | El Salvador                                                     |
| ---------- | -------- | --------------------------------------------------------------- |
| Tejeda 18' | Chi tiết | Queles 6', 11', 22' · Herrera 8' · Gonzalez 52' · Ramirez 90+1' |

| Guatemala         | 2 – 5    | Costa Rica                                   |
| ----------------- | -------- | -------------------------------------------- |
| Martinez 60', 74' | Chi tiết | Cedeno 49', 63', 78' · Cruz 72' · Acosta 79' |

| Nicaragua | 0 – 1    | Honduras      |
| --------- | -------- | ------------- |
|           | Chi tiết | Caballero 70' |

| Guatemala               | 2 – 1    | El Salvador |
| ----------------------- | -------- | ----------- |
| Martinez 4' · Perez 81' | Chi tiết | Herrera 11' |

## Vòng chung kết

### Vòng bảng
Bốc thăm chia bảng diễn ra ngày 24/10/2011, trong khi lịch thi đấu được công bố hai ngày sau.
Chiến thắng của 14–0 của Hoa Kỳ trước Cộng hòa Dominica vào ngày 20/1/2012 thiết lập kỉ lục chiến thắng cách biệt lớn nhất giải.
Múi giờ địa phương là PST (UTC-8).
| Chú giải màu sắc |
| ---------------- |
| Lọt vào bán kết  |

#### Bảng A
| Đội        | Tr | T | H | B | BT | BB | HS  | Đ |
| ---------- | -- | - | - | - | -- | -- | --- | - |
| Canada     | 3  | 3 | 0 | 0 | 13 | 1  | +12 | 9 |
| Costa Rica | 3  | 2 | 0 | 1 | 5  | 5  | 0   | 6 |
| Haiti      | 3  | 1 | 0 | 2 | 3  | 8  | −5  | 3 |
| Cuba       | 3  | 0 | 0 | 3 | 0  | 7  | −7  | 0 |

| Costa Rica               | 2–0      | Cuba |
| ------------------------ | -------- | ---- |
| Rosales 11' · Acosta 55' | Chi tiết |      |

| Canada                                                         | 6–0      | Haiti |
| -------------------------------------------------------------- | -------- | ----- |
| Julien 7' · Sinclair 25', 44', 56', 86' (ph.đ.) · Parker 90+2' | Chi tiết |       |

| Haiti | 0–2      | Costa Rica      |
| ----- | -------- | --------------- |
|       | Chi tiết | Acosta 49', 57' |

| Canada                              | 2–0      | Cuba |
| ----------------------------------- | -------- | ---- |
| Sinclair 17' (ph.đ.) · Tancredi 24' | Chi tiết |      |

| Cuba | 0–3      | Haiti                                        |
| ---- | -------- | -------------------------------------------- |
|      | Chi tiết | Boulos 72' · Pierre-Louis 76' · Valentin 83' |

| Canada                                                        | 5–1      | Costa Rica    |
| ------------------------------------------------------------- | -------- | ------------- |
| Sinclair 6', 45' · Schmidt 10' · Kyle 19' · Ugalde 50' (l.n.) | Chi tiết | Barrantes 89' |

#### Bảng B
| Đội               | Tr | T | H | B | BT | BB | HS  | Đ |
| ----------------- | -- | - | - | - | -- | -- | --- | - |
| Hoa Kỳ            | 3  | 3 | 0 | 0 | 31 | 0  | +31 | 9 |
| México            | 3  | 2 | 0 | 1 | 12 | 4  | +8  | 6 |
| Guatemala         | 3  | 1 | 0 | 2 | 6  | 18 | −12 | 3 |
| Cộng hòa Dominica | 3  | 0 | 0 | 3 | 0  | 27 | −27 | 0 |

| México                                                 | 5–0      | Guatemala |
| ------------------------------------------------------ | -------- | --------- |
| Diaz 12' · Dominguez 24', 44', 67' (ph.đ.) · Garza 38' | Chi tiết |           |

| Cộng hòa Dominica | 0–14     | Hoa Kỳ |
| ----------------- | -------- | --- |
|                   | Chi tiết | Wambach 1', 19' · Lloyd 4' · Buehler 7' · O'Reilly 17', 32', 78' · Heath 30' · Rodriguez 46', 48', 58', 70', 75' · Cheney 64' |

| México                                                                         | 7–0      | Cộng hòa Dominica |
| ------------------------------------------------------------------------------ | -------- | ----------------- |
| Saucedo 21' · Diaz 27' · Jennifer Ruiz 38', 71' · Anisa Guajardo 49', 62', 75' | Chi tiết |                   |

| Hoa Kỳ | 13–0     | Guatemala |
| --- | -------- | --------- |
| Wambach 12', 15' · Cheney 25' · Rodriguez 29' · Lloyd 33' · Lindsey 34' · Leroux 48', 50', 57', 70', 87' · Rapinoe 75' · Morgan 83' | Chi tiết |           |

| Guatemala                                                | 6–0      | Cộng hòa Dominica |
| -------------------------------------------------------- | -------- | ----------------- |
| Pineda 2', 5', 29' · Monterroso 9', 90+1' · Martinez 53' | Chi tiết |                   |

| Hoa Kỳ                           | 4–0      | México |
| -------------------------------- | -------- | ------ |
| Lloyd 8', 57', 86' · O'Reilly 9' | Chi tiết |        |

### Vòng đấu loại trực tiếp
|  | Bán kết | Bán kết    | Bán kết |        |        | Chung kết | Chung kết | Chung kết |  |
|  |         |            |         |        |        |           |           |           |  |
|  | 1       | Canada     | 3       |        |        |           |           |           |  |
|  | 1       | Canada     | 3       |        |        |           |           |           |  |
|  | 4       | México     | 1       |        |        |           |           |           |  |
|  | 4       | México     | 1       |        | Canada | Canada    | 0         |           |  |
|  |         |            |         |        | Canada | Canada    | 0         |           |  |
|  |         |            | Hoa Kỳ  | Hoa Kỳ | 4      |           |           |           |  |
|  | 3       | Hoa Kỳ     | Hoa Kỳ  | Hoa Kỳ | 4      | 3         |           |           |  |
|  | 3       | Hoa Kỳ     |         |        |        |           |           |           |  |
|  | 2       | Costa Rica | 0       |        |        |           |           |           |  |

#### Bán kết
Với chiến thắng tại bán kết, Hoa Kỳ và Canada là đại diện của khu vực CONCACAF tham dự Thế vận hội.
| Hoa Kỳ                             | 3–0      | Costa Rica |
| ---------------------------------- | -------- | ---------- |
| Heath 16' · Lloyd 72' · Morgan 89' | Chi tiết |            |

| Canada                           | 3–1      | México    |
| -------------------------------- | -------- | --------- |
| Sinclair 15', 76' · Tancredi 23' | Chi tiết | Perez 67' |

#### Chung kết
Trận chung kết giữa Hoa Kỳ và Canada thiết lập kỷ lục số khán giả tới xem một trận vòng loại Thế vận hội khu vực CONCACAF với con số 25.427. Trước đó tại giải cũng đã một lần kỷ lục bị phá với con số 22.954 trong trận Canada và México.
| Canada | 0–4      | Hoa Kỳ                            |
| ------ | -------- | --------------------------------- |
|        | Chi tiết | Morgan 4', 56' · Wambach 24', 28' |

## Người ghi bàn (vòng chung kết)
9 bàn
- Christine Sinclair

6 bàn
- Carli Lloyd
- Amy Rodriguez
- Abby Wambach

5 bàn
- Sydney Leroux

4 bàn
- Heather O'Reilly
- Alex Morgan

3 bàn
| - Wendy Acosta - Wendy Pineda | - Maribel Dominguez - Anisa Guajardo |  |

2 bàn
| - Melissa Tancredi - Maria Monterroso | - Lauren Cheney - Tobin Heath | - Marylin Diaz - Jennifer Ruiz |

1 bàn
| - Christina Julien - Kaylyn Kyle - Kelly Parker - Sophie Schmidt - Fernanda Barrantes - Saudy Rosales | - Ana Lucia Martinez - Rachel Buehler - Lori Lindsey - Megan Rapinoe - Kimberly Boulos | - Manoucheka Pierre-Louis - Dinora Garza - Veronica Perez - Luz del Rosario Saucedo |

Phản lưới nhà
- Marianne Ugalde (gặp Canada)